# Changbu, Jiangxi
Changbu är en köpinghuvudort i Kina. Den ligger i provinsen Jiangxi, i den sydöstra delen av landet, omkring 28 kilometer nordväst om provinshuvudstaden Nanchang. Antalet invånare är 8 213. Befolkningen består av 4 089 kvinnor och 4 124 män. Barn under 15 år utgör 26,0 %, vuxna 15-64 år 56 %, och äldre över 65 år 16,0 %.
Runt Changbu är det tätbefolkat, med 356 invånare per kvadratkilometer. Närmaste större samhälle är Songbu, 14,5 km sydväst om Changbu. Trakten runt Changbu består till största delen av jordbruksmark.
Genomsnittlig årsnederbörd är 2 096 millimeter. Den regnigaste månaden är juni, med i genomsnitt 340 mm nederbörd, och den torraste är oktober, med 36 mm nederbörd.